# Mitjans de comunicació calents i freds
El concepte de mitjans calents i mitjans freds prové de l'obra de Marshall McLuhan Understanding Media: The Extensions of Man (1964), on l'autor proposa que l'estudi dels mitjans, més que del contingut que aquests transporten, hauria de ser el focus principal d'anàlisi. McLuhan argumenta que els mitjans afecten la societat per les seves característiques inherents i no tant pel que transmeten. Un exemple destacat és la bombeta, que, tot i no tenir contingut com un diari o la televisió, crea un efecte social en permetre als éssers humans il·luminar l'espai en la foscor. McLuhan destaca que "una bombeta crea un entorn per la seva mera presència".
McLuhan subratlla que el contingut dels mitjans té poc impacte directe sobre la societat; el que importa són les característiques pròpies de cada mitjà i com aquestes involucren al receptor de maneres específiques. Aquestes idees van ser la base de la seva famosa frase "el mitjà és el missatge" i van influir profundament en l'anàlisi del canvi social i la influència dels mitjans en la societat.

## Mitjà calent
Els mitjans calents, segons la teoria de Marshall McLuhan, són aquells que proporcionen una gran quantitat d'informació detallada i requereixen poca participació activa del receptor. Com que els mitjans calents presenten un missatge clar i complet, el receptor no necessita interpretar ni completar la informació, el que fa que l'experiència de consum sigui més passiva.
En aquests mitjans, el missatge es presenta de manera tan detallada i completa que el receptor només ha de "rebre" la informació sense necessitat d'un esforç interpretatiu significatiu.
Exemples de mitjans calents inclouen la televisió, el cinema i la radio. La televisió és un mitjà calent. La imatge és tan clara que exclou la participació de l'espectador de la mateixa manera que la ràdio ho fa.

## Mitjà fred
Els mitjans freds, segons la teoria de Marshall McLuhan, són aquells que ofereixen una quantitat limitada d'informació i requereixen una major participació activa del receptor per completar el missatge. Proporcionen baixa definició i, per tant, exigeixen un alt grau de participació de l'audiència.
Exemples de mitjans freds inclouen el telèfon, els còmic i la conversació cara a cara. La tira còmica és un mitjà fred. Proporciona imatges de baixa definició i exigeix un alt nivell de participació de l'espectador per interpretar l'acció entre les vinyetes. Aquests mitjans deixen espais buits que el receptor ha d'omplir, ja sigui mitjançant la interpretació del text, el so o les imatges.
En els mitjans freds, la comunicació es basa en la capacitat del receptor per construir significats a partir de l'incomplet contingut de la informació. Això els fa més interactius i implicats en el procés comunicatiu.